# Юг (река, впадает в Воткинское водохранилище)
Юг — река в России, протекает в Пермском районе Пермского края. Устье реки находится в 549 км по левому берегу Воткинского водохранилища на Каме. Длина реки составляет 38 км, площадь водосборного бассейна 335 км².
Исток реки в лесах в 16 км к востоку от посёлка Юго-Камский. Река течёт на запад, русло сильно извилистое. В верховьях также называется Вороновская Рассоха. Протекает деревни Верх-Юг, Петушки, Полуденная. В среднем течении протекает через посёлок Юго-Камский, где на реке плотина и запруда. Впадает в Воткинское водохранилище на Каме напротив города Оханск.

## Притоки (км от устья)
- река Фотинка (лв)
- 6,1 км: река Чуваковка (лв)
- река Кунгурка (лв)
- 12 км: река Северная (пр)
- 12 км: река Полуденная (лв)
- река Большая Каменка (пр)
- река Ествинная (лв)
- река Верхняя Рассоха (лв)

## Данные водного реестра
По данным государственного водного реестра России относится к Камскому бассейновому округу, водохозяйственный участок реки — Кама от Камского гидроузла до Воткинского гидроузла, речной подбассейн реки — бассейны притоков Камы до впадения Белой. Речной бассейн реки — Кама.
По данным геоинформационной системы водохозяйственного районирования территории РФ, подготовленной Федеральным агентством водных ресурсов:
- Код водного объекта в государственном водном реестре — 10010101012111100014356
- Код по гидрологической изученности (ГИ) — 111101435
- Код бассейна — 10.01.01.010
- Номер тома по ГИ — 11
- Выпуск по ГИ — 1